# Yusuf Gambaz
Yusuf Gambaz – turecki zapaśnik walczący w stylu wolnym. Srebrny medalista mistrzostw Europy w 1982 roku.